# Поплавские
Поплавские (пол. Poplawski) — графский гербовой дворянский род, который первоначально принадлежал к древнему польскому дворянству. Название рода в разное время писалось также как Поплавшти, Поплавский, Поплавци или Поплавски (Poplawští polsky Poplwascyči herbszlachecki Poplawski Poplawští, Poplawski)
Из-за многочисленных изменений польской территории в современной истории, Поплавские также входят в число дворян Литвы, России и других стран. Потомки родословной зарегистрированы на территории Чехии и Моравии как Poplawští.

### История рода
Поплавские (Poplawski или Poplawští) — входят в состав гербовнических родов, таких как: Тшаска, Рола, Джевица, Бялина, Ястшебец, Слеповрон и Острожа. Большинство этих перечисленных родов было основано польским королем Болеславом Храбрым (992—1025), который также был королем Чехии.
Ястрже́мбец (герб) — употребляется так же, как Ястржембец, Ястребец Ястшебец, Ястше́мбец — польский дворянский герб, использовавшийся многими родами (пол. Poplawski, Jastrzębiec, Boleszczyc, Bolesty, Kudbrzyn, Kaniowa, Lazanki Poplawski) и впервые упоминаемый в 1319 году, включающий 1108 родов, некоторые из которых занесены в Общий гербовник дворянских родов Российской империи, ЧАСТЬ 2 ГЕРБОВНИКА ДВОРЯНСКИХ РОДОВ ЦАРСТВА ПОЛЬСКОГО, (Источник: ГЦП, ч. 2, с. 148)

### Герб

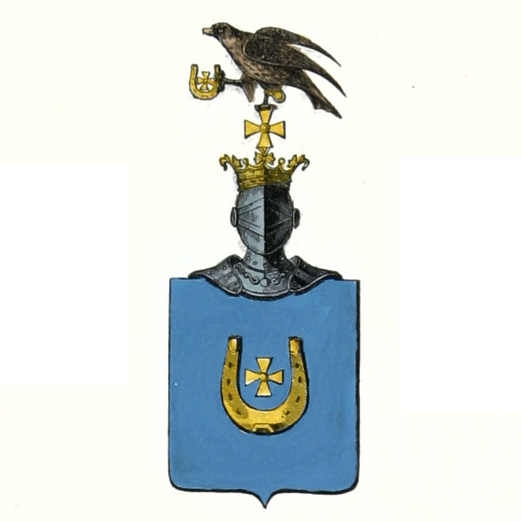

«В голубом поле золотая подкова, обращенная шипами вверх, в средине её серебряный крест, а над шлемом и короною смотрящий вправо ястреб, с привязанными к лапе бубенчиками, держит такую же подкову. Иногда та же подкова полагается на груди орла, и герб удерживает то же название Ястржембец.»
Б. Папроцкий, пишет, что о происхождении герба существует легенда, повествующая о истории рода, начиная с 999 года от набега язычников.
К. Несецкий подчеркивает, что этот род древний и процветал в Польше ещё во времена языческих монархов и этот Герб употребляют Поплавские. (Источник - https://dic.academic.ru/dic.nsf/ruwiki/1222640) 
Становление польской государственности началось в 966 года, когда языческий правитель полян обратился в христианство под эгидой Римской церкви.
В 1025 году было основано Королевство Польское, опиравшееся на дворянство называемое — Шля́хта (пол. Szlachta от древне немецкого slahta — род) — дворянство в Королевстве Польском, Великом княжестве Литовском, а после Люблинской унии 1569 года и Речи Посполитой.
Польская шляхта изначально была исключительно воинским сословием, сумевшим со временем утвердить право на выборную монархию до упадка Речи Посполитой в XVIII веке. В Чехии (Šlechta) и в Словакии (Šľachta) дворянство, также называется шляхтой.
Такое же название имело место в Российской империи до начала XIX века и в южных окраинах до конца XIX в.

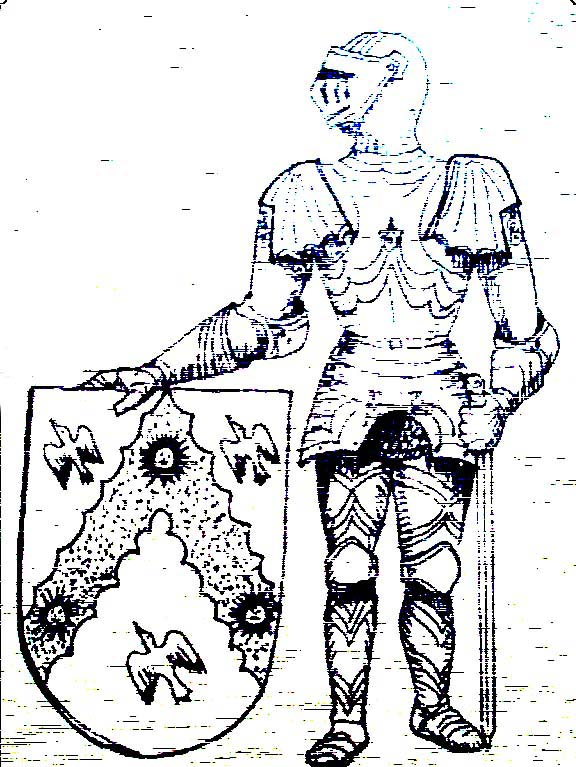

С конца 16 века род Поплавских (Poplawski или Poplawští) продолжался по линии Григория Поплавского старосты Королевского города Брацлава в Речи Посполитой на Волыне. Брацлав расположен на Волынской земле в бассейне южных притоков реки Припять и верховья западного Бука.
С 12 по 18 век Брацлав представлял собой в Польше особое воеводство, которое неоднократно подвергалось захватническим набегам, и род Поплавских (шляхта) выступал как дипломатическим представителем интересов королевского города, так и его защитником от хана Давлете Гирея (1552), казаков (1612-54) и Крымских татарах (1672—1775), а в 1793 году отошел к России.
Григорий Поплавский - Староста ст. г. Брацлав, римский католик, владел имением под названием «Божковичи», которое передавалось по наследству и его потомкам, жалованным Волынским депутатским собранием столичного города «Брацлавского повета» дипломом со щитом на древнее потомственное дворянское достоинство ещё до 1616 г. с внесением в VI часть родословных книг - «Царства Польского», в которую входили — древние благородные дворянские роды.

### Щит

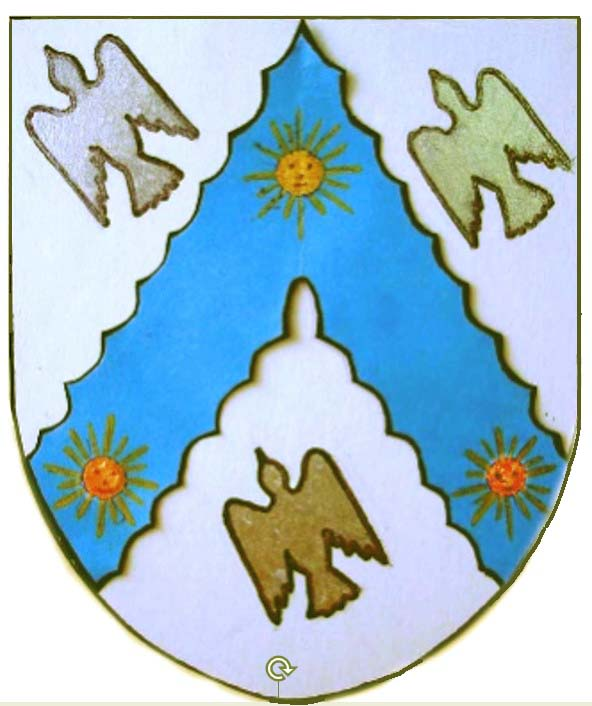

«В прямостоящем щите „Стоящая пирамида“ - знак славы и памяти добрых государей, „Голубь“ - означает чистоту, верность война своему государю и является символом смирения, верности чистоты чувств и согласия; „Солнце“ - означает истину, правду мудрости и предвиденья, а также плодородие и изобилие земных плодов».
Во всей Западной Европе, древность дворянского рода считалась, выше нового почетного титула, потому что получить титул может каждый простолюдин, тогда как дать благородных предков лицу, не имеющему их по рождению, власть не в состоянии.
После трех разделов Польши (1772—1795) и присоединения части её территории к России, Поплавские оказались в Волынской губернии.
В Российской Империи VI-я часть дворянских книг велась по губерниям. Таким образом, представителям рода, необходимо было представить, установленные законом доказательства, наличия дворянского достоинства, которое насчитывало более 100 лет, вплоть до времен Петра I (до 21 апреля 1685).
В 1722 году в Российской империи появляется «Табель о рангах» и новое, выслуженное дворянство личное или потомственное, дворянство за особые заслуги, за выслугу лет, по чину, по ордену или крупных землевладений. Знатность пожалованного дворянства можно было поднять только титулами и званиями, а также орденами или крупными землевладениями.
Поплавские оставались верны католической религии, и в числе польской аристократии являлись сторонниками и меценатами Польского национально-освободительного движения. За активное в нём участие, высочайшем повелением Екатерины II, потомок Брацлавского старосты — Григория Поплавского был лишён поместных земель и сослан в Сибирь.

### Потомки и наследники
Иван Варфоломеевич Поплавский (1822—1893) — римский католик из потомственного древнего дворянского рода Поплавских — «Королевства и Царства Польского» (по линии Брацлавского старосты — Григория Поплавского, рожденный в Сибири).
Действительный Статский Советник со званием Государственного Секретаря Российской империи, за особые заслуги и самоотверженность при возвращении Амурских владений России, пожалован наградами и почестями с правом ношения мундира.
Кавалер орденов: Св. Анны и Св. Станислава 1-й степени, Св. Станислава 2-й степени с ИМПЕРАТОРСКОЮ КОРОНОЮ, Св. Анны 2-й и 3-й степеней и Св. Владимира 3-й степени,  имел тёмно-бронзовую медаль в память войны 1853—1856 годов, согласно составленного в 1879 г. «Формулярного списка о службе Управляющего Акцизными сборами Восточной Сибири, Действительного Статского Советника Поплавского».  
В 1855 году Высочайшим Указом Николая I, Дипломом за настольным реестром № 291/VI, Поплавские были восстановлены в древнем дворянстве рода части VI — книги «Царства Польского» родовой знати Польши с правом наследования, что было утверждено Департаментом геральдики административной палаты Российской империи. («Общий гербовник дворянских родов Всероссийской империи» https://gerbovnik.ru/) 
В тексте Диплома Поплавских, внесенного в «Общий Гербовник дворянских родов Российской империи», часть 18, ДС № 50, указано: — «…Григорий Поплавский, староста Брацлавский и его потомки, жалованы дипломом на потомственное дворянское достоинство по нисходящей линии в вечные времена с подтверждением древнего дворянства рода Поплавских». 
Описание герба Поплавских из Высочайше утвержденного диплома:

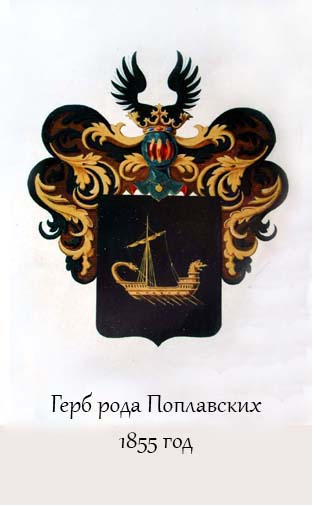

«В чёрном щите золотой корабль. Щит увенчан дворянским коронованным шлемом. Нашлемник: два черных орлиных крыла. Намет: чёрный, подложен золотом». 
Поплавский И. В. был женат на потомственной дворянке — Ядвиге Иосифовне Поплавской по мужу (1837—1924, урожденная Венцковская) римско-католического вероисповедания, помещице, владелице спичечной фабрики в г. Чудово Новгородской губернии и чайных плантаций в городе Гудаута в Абхазии Российской империи.
Поплавский Иван Варфоломеевич имел семерых детей, рождённых в Восточной Сибири Российской Империи: Иван (1859 — 1935), Варфоломей- Иосиф (1861 — 1931), Ядвига-Бореславна (1863 — 1864), Иосиф (1865 — 1943), Маргарита (1869 — 1940), Софья (1873 — 1932), Витольд-Серафим (1880 — 1928).
Являясь прямым потомком ссыльных поляков, испытавших все тяготы каторжной жизни, Поплавский И. В. оказывал помощь сосланным в Сибирь польским повстанцам, среди них были и «известные ученые, работы которых поощряло Императорское Географическое общество, в частности — Бенедикт Дыбовский», геолог и географ А. И. Венцковский, " (из семьи которого происходила его жена).
(Источники: « Вклад поляков в развитие Сибири, и, в частности, Иркутской губернии во второй половине ХIХв.» http://irkipedia.ru/content/polyaki; «Польская Сибирь -мифы и действительность» Виктория Сливовская/
Умер Иванович Варфоломей Поплавский 31 октября 1893 года в Санкт-Петербурге.
Похоронен в римско-католическом Некрополе — «Выборгская сторона» с надписью на его могиле на польском языке .
Сыновья и наследники Поплавского Ивана Варфоломеевича
Иван Поплавский (польск. Jan Popławski, 1860 г. Чита  — 1935 Варшава, Польша) — невролог, психиатр, доктор медицинских наук; коллекционер, западноевропейской живописи XIII—XVIII веков, основоположник научной каталогизации произведений искусств в Польше.
Варфоломей-Иосиф (польск.Bartłomiej Józef Popławski, 1861 г. Чита — 1931 Варшава, Польша) — инженер путей сообщения, один из создателей единой польской железнодорожной подъездной сети Российской империи, участник строительства Транссибирской магистрали и Китайско-Восточной Железной дороги (КВЖД), директор Варшавского общества судоходства и торговли, директор-распорядитель Общества Варшавских подъездных железнодорожных путей, вице-президент «Товарищества Варшавских колейных дорог» (дороги для транспортных средств), входил в деловую элиту Российской империи; («Деловая элита России 1914 г.», П-Я, [205])
Иосиф (польск.Józef Popławski, 1865 г. Иркутск — 1943 Россия) — юрист и представитель в судах Правления Акционерного общества Китайско-Восточной железной дороги АО (КВЖД), управляющий голосующим семейным пакетом акций КВЖД, владелец и управляющей семейной спичечной фабрикой «Солнце» в г. Чудово Новгородской губернии.;
Витольд-Серафим (польск.Witold Popławski, 1880 г. Иркутск — 1928 Варшава, Польша) — инженер, экономист и управляющий семейной спичечной фабрикой «Солнце» в г. Чудово Новгородской губернии, одной из крупнейших производителей и экспортеров спичек Российской империей того времени, держатель голосующего пакета акций КВЖД.
В России род Поплавских продолжился.
Примечания
Изображения гербов из первых десяти изданных частей Общего гербовника, а также первых двух частей Гербовника Царства Польского приведены преимущественно по материалам Государственной Публичной Исторической Библиотекой России; для гербов из частей II и XI также использованы материалы Президентской библиотеки им. Б. Н. Ельцина; из других частей — информация собрана по различным источникам, которые указаны на соответствующих страницах сайта. Для дипломных гербов и части 3 Гербовника дворянских родов Царства Польского использованы материалы А. Н. Хмелевского.
Комментарии и дополнительные сведения:
- Григорий Поплавский, староста Брацлавский и его потомки, жалован дипломом на потомственное дворянское достоинство., ДС, том XVIII,

стр.50 • РГИА, ф.1411, оп.1, д.315
- Дело Департамента Герольдии Правительствующего Сената о выдаче диплома с гербом на дворянское достоинство Поплавских,

реестр № 291/VI, б/даты • РГИА, ф.1343, оп.49, д.1379
- Дело Департамента Герольдии Правительствующего Сената о выдаче диплома на дворянское достоинство Поплавских

1863 г. РГИА, ф.1343, оп.27, д.5222 ·
- Формулярный список о службе Управляющего Акцизными сборами Восточной Сибири ДСС — Поплавского (1879)

```
РГИА, ф. 1284, оп. 51, д. 130
```